# Deniz, Akçakale
Deniz là một xã thuộc huyện Akçakale, tỉnh Şanlıurfa, Thổ Nhĩ Kỳ. Dân số thời điểm năm 2011 là 543 người.